# Taczanowskia trilobata
Taczanowskia trilobata Simon, 1897 è un ragno appartenente alla famiglia Araneidae.

## Caratteristiche
L'olotipo originale ha lunghezza totale 4,5 mm.

## Distribuzione
La specie è stata reperita in Brasile: l'olotipo è stato rinvenuto nei pressi della località de Mathan, cittadina brasiliana dello Stato di Pará

## Tassonomia
Al 2012 non sono note sottospecie e dal 1996 non sono stati esaminati nuovi esemplari.